# Follow Through
Follow Through è un brano musicale di Gavin DeGraw, estratto nel 2005 come terzo singolo dall'album Chariot, pubblicato nel 2003.
La canzone è stata utilizzata in numerose serie televisive, fra cui One Tree Hill e Scrubs - Medici ai primi ferri.

## Tracce
1. Follow Through (album version)
2. I Don't Want to Be (live at the Scala)
3. Follow Through (Stripped version)
4. Follow Through (video)

## Classifiche
| Classifiche (2005/06)        | Posizione più alta |
| ---------------------------- | ------------------ |
| Norvegia                     | 12                 |
| Paesi Bassi                  | 56                 |
| Portogallo                   | 38                 |
| US Billboard Pop Songs       | 33                 |
| US Billboard Adult Pop Songs | 22                 |